# Locomite
| Årets häst   |               |              |
| 1958         | 1959          | 1960         |
| Earl Bulwark | Locomite      | Adept        |
| Uno Swed     | Gunnar Nordin | Kurt Mattson |

Locomite, född 7 maj 1955, död 1964, var en svensk varmblodig travhäst som tävlade mellan 1958 och 1962. Han tränades och kördes under hela tävlingskarriären av Gunnar Nordin. Han var efter hingsten Locomotive och undan stoet Honey efter Champlain.

## Karriär
Locomite tävlade mellan 1958 och 1962 och sprang in 92 050 kronor efter att ha tagit 16 segrar på 22 starter. Han tog karriärens största segrar i Svenskt Trav-Kriterium (1958), Hästägartrofén (1958), Åby Stora Avelslopp (1959) och Svenskt Travderby (1959). Han blev även utsedd till Årets häst 1959.

### Tiden som unghäst
Locomite sågs snabbt som en utmanare till Adept, som var 1954 års kullkung. I träning uppträdde Locomite rätt nonchalant och visade inga större farter. Han tränade även så illa så att Gunnar Nordin valde bort honom i ett par lopp, och istället satte upp brodern Gösta som kusk. Väl i lopp visade han stora fartresurser och ett stort löphuvud.
Som treåring segrade han i Svenskt Trav-Kriterium, och kördes då av just Gösta Nordin, eftersom Gunnar Nordin valt bort honom till fömån för stallkamraten Pinocchio. Som fyraåring segrade han bland annat i Åby Stora Avelslopp och Svenskt Travderby.

### Slutet av tävlingskarriären
Under åren 1960–1962 startade Locomite endast en gång per år, och avslutade sedan tävlingskarriären för att vara verksam som avelshingst. Sedan 1986 körs Locomites lopp på Solvalla till hans ära.